# Ingmar Nykvist
Ture Ingmar Nykvist, född 14 mars 1917 i Esse, död 1984 i Gamlakarleby, var en finländsk redaktör och författare.
Nykvist, som var son till bondhustrun Elna Josefina Nykvist, gift Bodbacka, genomgick folkskola och bedrev självstudier. Han var trädgårdsarbetare 1937–1954, Svenska litteratursällskapets stipendiat för dialektuppteckningar i Esse 1954–1956 och redaktör från 1957. Han var ordförande för andra ungdomsringen 1954–1955 och medlem av turistnämnden i Gamlakarleby från 1964.